# Fred Astaire
Fred Astaire (Omaha, Nebraska, 10. svibnja 1899. – Los Angeles, Kalifornija, 22. lipnja 1987.), rođen kao Frederick Austerlitz, američki filmski glumac, plesač i pjevač, austrijskog porijekla. Njegova scenska i kasnija filmska karijera trajala je 76 godina, i u tom je razdoblju snimio 31 glazbeni film. Posebno ga se povezuje s Ginger Rogers, s kojom je snimio deset filmova, koji su revolucionirali žanr glazbenih filmova.
George Balanchine i Rudolf Nurejev ocijenili su ga kao najboljeg plesača 20. stoljeća, a općenito ga se smatra najutjecajnijim plesačem u povijesti filmskih i televizijskih mjuzikala. Američki filmski institut proglasio ga je petom najvećom muškom filmskom zvijezdom u povijesti.

## Rani život i karijera
Otac mu je bio austrijski imigrant i Rimokatolik; majka je rođena u Americi u Luteranskoj njemačkoj obitelji; Astaire se pridružio Episkopalnoj crkvi 1912.
Astaire je prezime koje su on i njegova sestra Adele Astaire uzeli za svoj vodviljski nastup 1905. Obiteljska legenda to pripisuje ujaku čije je prezime bilo "L'Astaire". Njihova vodviljska karijera se nastavlja, s dobrom i lošom srećom te povremenim prekidima za koje je zaslužno Društvo Gerry,sve dok se nisu probili na Broadway s predstavom Over The Top 1917. Neki izvori tvrde da su se Astaireovi pojavili u filmu Cvrčak Fanchon u kojem je glavnu ulogu imala Mary Pickford, ali Astairevi su to odlučno oprvgavali. Fred Astaire je upoznao Georgea Gershwina 1916., dok je ovaj radio u diskografskoj kući "Jerome H. Remick" kao pregovarač, što je preraslo u dugoročno prijateljstvo, koje je kasnije duboko utjecalo na buduće karijere oba umjetnika.
Tijekom 1920-ih, Fred i Adele nastupali su na Broadwayju i na londonskoj pozornici u predstavama kao što su Damo,budi dobra, Smiješno lice i The Band Wagon, afirmiravši se i osvojivši kazališnu publiku s obje strane Atlantika. Kao ekipa snimili su nekoliko pjesama. Rastali su se 1932. kada se Adele udala za svog prvog muža, Lorda Charlesa Cavendisha, sina Vojvode od Devonshirea. Fred je krenuo postići samostalni uspjeh na Broadwayu i u Londonu s predstavom Vesela razvedenica, usput razmatravši ponude iz Hollywooda.
Prema hollywoodskoj predaji, izvješće s probnog snimanja filmske kuće RKO, sada izgubljeno zajedno sa snimkom, navodno je glasilo: "Ne zna pjevati. Ne zna glumiti. Ćelavi. Zna pomalo plesati." Producent Astaire-Rogers filmova Pandro S. Berman tvrdio je da nikada nije čuo tu priču 1930-ih, te da se ona pojavila tek godinama kasnije. Astaire je 1980. u intervjuu za ABC-jevu emisiju 20/20 s Barbarom Walters, tvrdio da je u izvješću zapravo pisalo: "Ne zna glumiti. Pomalo ćelavi. Također i pleše". U svakom slučaju, proba je očito bila razočaravajuća, a i David O. Selznick, koji je s Astaireom potpisao ugovor za RKO i naručio probno snimanje, u studijskom ju je notesu opisao kao "jadnu". Kako bilo, to nije utjecalo na studijeve planove za Astairea, koji ga je u početku posudio na nekoliko dana MGM-u 1933. za Astaireov hollywoodski debi, gdje je glumio samoga sebe uz Joan Crawford u uspješnom mjuziklu Rasplesana dama.

## Fred i Ginger
Kada se 1933. vratio u RKO, po plaći je bio peta osoba u filmu Let za Rio, u kojem je glumio uz Ginger Rogers i Dolores Del Rio. U kritici Variety magazina golemi uspjeh filma pripisan je isključivo Astairevoj prisutnosti: "Glavni smisao Leta za Rio je filmsko obećanje Freda Astairea... On je sigurna oklada nakon ovoga, posjeduje specifičnu dragost, mikrofon laska njegovom glasu, a kao plesač je u zasebnoj klasi. Posljednje opažanje nije nikakva novost među profesijom, koja već dugo priznaje da Astaire počinje plesati kada ostali prestanu lamatati kopitima."  
Iako se Astaire u početku veoma protivio ideji da postane dio još jednoga plesačkog para, uvjerila ga je publika kojoj se očito veoma svidjelo sparivanje Astairea s Rogersovom. To partnerstvo i koreografija Astairea i Hermesa Pana, učinili su ples važnim dijelom hollywoodskog glazbenog filma. Astaire i Rogers snimili su zajedno deset filmova, uključujući Veselu razvedenicu (1934), Robertu (1935), Cilindar (1935), Slijedi flotu (1936), Vrijeme swinga (1936), Zaplešimo zajedno (1937), i Carefree (1938).  Šest od devet mjuzikala koje je on stvorio donijeli su najveću zaradu RKO-u; svi filmovi imali su određen prestiž i umješnost, kojoj su svi filmski studiji težili u to vrijeme. Zahvaljujući partnerstvu, oboje su postali zvijezde; kao što je Katharine Hepburn izjavila jednom, "On njoj daje otmjenost a ona njemu daje seksipil."  Astaire je bez problema imao pogodnost primanja postotka od profita filma, što je u to vrijeme bila iznimna rijetkost u glumačkim ugovorima; imao je i kompletnu autonomiju nad time kako će ples biti prezentiran, što mu je dopustilo da revolucionizira ples na filmu.  Jedina osoba u zabavljačkoj industriji koja je imala takav tretman bila je Greta Garbo. 
Astaire je zaslužan za dvije važne inovacije u ranim glazbenim filmovima. Kao prvo, inzistirao je da (gotovo nepomična) kamera snimi plesnu točku u samo jednom kadru, a, ako je moguće, da drži plesače u punom planu čitavo vrijeme. Poznata je Asteireova dosjetka: "Ili će kamera plesati, ili ću ja". Astaire je zadržao ovo pravilo od Vesele razvedenice pa nadalje, sve dok ga nije nadglasao Francis Ford Coppola, koji je 1968. režirao Finianovu dugu, svoj prvi mjuzikl (Coppola je također otpustio Hermesa Pana s ovog filma).  Astaireov stil plesnih sekvenci je bio u kontrastu s mjuziklima Busbyja Berkeleyja, koji su bili poznati po plesnim točkama ispunjenima ekstravagantnim zračnim snimkama, brzim kadrovima i zumiranjima na određene dijelove tijela, poput ruku ili nogu. Kao druga inovacija, Astaire je bio odlučan u tome da sve pjevačke i plesne točke budu glatko uklopljene u radnje filma. Umjesto da poput Busbyja Berkeleya koristi ples kao spektakularni prizor, Astaire ga je koristio kako bi pomicao radnju naprijed. Tipičan Astaireov film uključivao je njegovu solo izvedbu – koju je on zvao "udarački solo", komičnu plesnu točku s partnericom i partnersku romantičnu plesnu točku. 
Plesni komentatori Arlene Croce, Hannah Hyam i John Mueller smatraju da je Rogers bila najbolja Astaierova plesna partnerica, iako priznaju da su neke njegove kasnije partnerice pokazale tehnički superiornije plesne vještine, razmatranje zajedničko  Hermesu Panu i Stanleyju Donenu.  Filmska kritičarka Pauline Kael zauzela je neutralnije stajalište, dok je Timeov filmski kritičar Richard Schickel napisao "Nostalgija koja okružuje par Rogers-Astaire uglavnom učini da ostale partnerice izblijede."
Mueller ovako ukratko opisuje Gingerine sposobnosti: "Rogers se izdvajala od svih ostalih Astaireovih partnerica, ne zato što je kao plesačica bila superiornija, već zato što je, kao vješta, intuitivna glumica bila dovoljno nepovjerljiva da shvati kako gluma nije prestajala kada bi plesanje započelo ...razlog zbog kojeg su tolike žene maštale o plesanju s Astaireom je taj što je Ginger Rogers stvarala dojam da je plesanje s njim najuzbudljivije iskustvo koje se može zamisliti." Kako kaže Astaire, "Ginger nikad prije nije plesala s partnerom. Mnogo toga je morala glumiti. Nije znala plesati step i nije mogla ovo i ono... ali Ginger je imala stila i talenta i poboljšavala se u hodu. Postala je takva da su kasnije sve ostale koje su plesale sa mnom izgledale pogrešno."
Međutim, Astaire je ipak odbijao da ga se ekskluzivno veže za bilo koje partnerstvo, pošto je već plesao na pozornici kao partner svoje sestre Adele. Čak je pregovarao s RKO-om da samostalno nastupi u Dami u nevolji 1937., što je završilo neuspješno. Vratio se kako bi snimio još dva filma s Ginger, Carefree (1938.) i Priča o Vernonu i Irene Castle (1939.) Kada su oboje izgubili novac, Astaire je napustio RKO, dok je Rogers ostala i ranih 40-tih postala najvruće vlasništvo studija. Godine 1949. ponovno su se ujedinili za svoj posljednji zajednički projekt, Barkleyji s Broadwayja.

## Plesna i pjevačka vještina
Astaire je bio virtuozni plesač, sposoban prenijeti neozbiljnu pustolovnost duha, ali i duboke emocije, kada se to od njega tražilo. Njegova tehnička kontrola i osjećaj za ritam bili su zapanjujući; prema jednoj anegdoti, bio je sposoban, kada bi ga pozvali natrag u studio kako bi za specijalne efekte ponovio plesnu točku koju je snimio tjednima prije, reproducirati korake s najpreciznijom točnošću, sve do posljednje geste. Astaireove izvedbe plesnih točki bile su cijenjene zbog svoje elegancije, ljupkosti, originalnosti i preciznosti. Inspiraciju je crpio iz raznih izvora, uključujući step i ostale afro-američke ritmove, klasične plesove te uzvišeni stil Vernona i Irene Castle kako bi stvorio jedinstveno prepoznatljivi plesni stil - koji je veoma utjecao na američki uglađeni stil dvoranskog plesa - te postavio standarde prema kojima će se svi budući plesni mjuzikli ocjenjivati. Koreografirao je sve svoje korake, najčešće uz pomoć drugih koreografa, prvenstveno Hermesa Pana.
Njegov perfekcionizam je bio legendaran, baš kao i njegova skromnost i obzirnost prema kolegama plesačima; međutim, njegovo nesmiljeno insistiranje na probama i ponavljanim snimanjima nekima je predstavljalo teret. Iako je sebe ponajprije smatrao zabavljačem, njegova vrhunska umjetnička vještina priskrbila mu je golemo divljenje plesnih legendi dvadesetog stoljeća kao što su George Balanchine, braća Nicholas, Mihail Barišnjikov, Margot Fonteyn, Bob Fosse, Gregory Hines, Gene Kelly, Rudolf Nurejev i Bill Robinson. 
Izuzetno skroman kad su posrijedi njegove pjevačke sposobnosti, često je tvrdio kako ne zna pjevati. Astaire je predstavio neke od najproslavljenijih pjesama iz "Velike američke knjige pjesama", osobito Cole Porterovu: "Night and Day" u Veseloj razvedenici; pjesme Irvinga Berlina "Isn't it a Lovely Day", "Cheek to Cheek" te "Top Hat, White Tie and Tails" u Cilindru, "Let's Face the Music and Dance" u Slijedi flotu te "Change Partners" u Carefree. Prvi je otpjevao pjesmu Jeromea Kerna "The Way You Look Tonight" u Vremenu swinga; pjesme Georgea Gershwina "They Can't Take That Away From Me" u Zaplešimo zajedno, "A Foggy Day" te "Nice Work If You Can Get It" u Dami u nevolji; pjesme Johnnyja Mercera "One For My Baby (and One More for the Road)" iz Nebo je granica i "Something's Gotta Give" iz Daddy Long Legs; te pjesmu Harryja Warrena i Arthura Freeda "This Heart of Mine" iz Ziegfeld Follies.
Astaire je, također, u duetima sa svojim partnericama predstavio mnoge klasike. Na primjer, sa svojom sestrom Adele izveo je skladbu Gershwinovih "I'll Build a Stairway to Paradise" u predstavi Dosta koketiranja (1923.), "Fascinating Rhythm" u Damo, budi dobra (1924.), "Funny Face" u Smiješnom licu (1927.); zatim, u duetima s Ginger Rogers, otpjevao je pjesmu Irvinga Berlina "I'm Putting All My Eggs In One Basket" u Slijedi flotu, pjesme Jeromea Kerna "Pick Yourself Up" i "A Fine Romance" u Vremenu swinga te Gershwinovu "Let's Call The Whole Thing Off" iz Zaplešimo zajedno. S Judy Garland izveo je Berlinovu "A Couple of Swells" u Uskršnjoj paradi; te je s Jackom Buchananom, Oscarom Levantom i Nanette Fabray izveo pjesmu Betty Comden i Adolpha Greena "That's Entertainment" u filmu The Band Wagon.
Iako je posjedovao lagan glas, divili su mu se zbog njegove sposobnosti da prenese tekst, zbog dikcije i izražaja. - toliko hvaljena ljupkost i elegancija u njegovom plesanju se, čini se, odražavala i u njegovom pjevanju, sposobnost sinteze koja je navela Burtona Lanea da Astairea prozove "Najvećim glazbenim izvođačem na svijetu". Irving Berlin smatrao je Astairea jednakim svim ostalim pjevačima koji su izvodili njegove pjesme - "dobar je poput Ala Jolsona, Binga Crosbyja ili Franka Sinatre, ne nužno zbog svog glasa, već zbog svog poimanja projiciranja pjesme". Jerome Kern smatrao ga je naboljim izvođačem njegovih pjesama, a Cole Porter i Johnny Mercer također su mu se divili zbog jedinstvenog načina na koji se odnosio prema njihovim pjesmama. Iako je George Gershwin bio pomalo kritičan prema Astaireovim pjevačkim sposobnostima, za njega je napisao neke od svojih najnezaboravnijih pjesama. U svoje vrijeme, Astaire je spominjan u stihovima tekstopisaca Colea Portera, Larryja Harta i Erica Maschwitza te i dan-danas nastavlja nadahnjivati moderne tekstopisce
Astaire je također skladao pjesme. S pjesmom "I'm Building Up To An Awful Letdown" - u suradnji s tekstopiscem Johnnyjem Mercerom – popeo se na četvrto mjesto Hit Parade 1936. Snimio je vlastitu pjesmu "It's Just Like Taking Candy from a Baby" s Bennyjem Goodmanom 1941., te je čitav život njegovao svoju ambiciju da postane uspješan skladatelj zabavne glazbe.

## Ostale suradnje
Godine 1939. Astaire je napustio RKO kako bi se samostalno okušao u novim filmskim projektima. Uslijedila je suradnja s brojnim zvijezdama, posebice s Bingom Crosbyjem u Holiday Innu (1942.) te kasnije u Plavom nebu (1946.) U filmu Broadwayska melodija '40. (1940.) gotovo ga je "natplesala" jedna od njegovih prvih post-Rogers plesnih partnerica, Eleanor Powell. Ostale partnerice u ovom razdoblju uključivale su Paulette Goddard u Drugom refrenu (1940.), Ritu Hayworth u Nikad se nećeš obogatiti (1941.) i Nikad nisi bila ljepša (1942.), Joan Leslie u Nebo je granica (1943.), te Lucille Bremer u Yolanda i lopov (1945.) i u Ziegfeld Follies (1946.) Ziegfeld Follies također sadrži nezaboravnu suradnju Astairea s Geneom Kellyjem. 
Nakon filma "Plavo nebo" Astaire je objavio svoju mirovinu i usredotočio se na svoje zanimanje za konjske utrke, a zatim (1947.) osnovao "Fred Astaire Dance Studios" – koji je prodao 1966. Međutim, ubrzo se vratio na veliko platno kako bi zamijenio ozlijeđenog Genea Kellyja u Uskršnjoj paradi, filmu s Judy Garland i Ann Miller, te se posljednji put udružio s Ginger Rogers za film Barkleyji s Broadwayja (1949). Tijekom 1950-ih snimio je nekoliko mjuzikala Zaplešimo (1950.) s Betty Hutton, Kraljevsko vjenčanje (1951.) s Jane Powell,  Tri slatke riječi (1950.) te Njujoršku ljepoticu (1952.)  s Verom-Ellen, The Band Wagon (1953.) i Svilene čarape (1957.) s Cyd Charisse, Daddy Long Legs (1955.) s Leslie Caron, te Smiješno lice (1957.) s Audrey Hepburn. U tom trenutku, njegova ostavština sastojala se od trideset mjuzikala u dvadeset i pet godina. Kasnije je Astaire objavio da se povlači iz plesanja na filmu, kako bi se usredotočio na dramske uloge, te je primio hvalospjevne kritike za dramu o nuklearnom ratu Na plaži (1959).

## Kasnija karijera
Astaire se nije potpuno povukao iz plesanja. Snimio je niz od četiri visoko cijenjena glazbena "specijala" za televiziju, koji su osvojili i nagradu Emmy, 1958, 1959, 1960. i 1968, u svakom je bio Barrie Chase, s kojim je Astaire uživao "bablje ljeto" plesne kreativnosti. Prva od tih emisija bila je 1958. Večer s Fredom Astaireom koja je osvojila devet Emmyja, uključujući i onaj za "Najbolju samostalnu glumačku izvedbu" i za "Najbolji samostalni program godine". Također vrijedi spomenuti i da je to bila prva emisija snimljena prije emitiranja na videovrpcu u boji.
Astaireov posljednji veći glazbeni film bila je Finianova duga (1968.), u kojoj se odrekao svoje bijele kravate i fraka kako bi glumio irskog klošara, koji vjeruje da će se, ako zakopa ćup zlata u sjeni Fort Knoxa, ćup umnožiti. Plesna partnerica bila mu je Petula Clark koja je glumila njegovu sumnjičavu kćer. Priznao je da je bio nervozan zbog pjevanja s njom, kao što je i ona priznala da je bila zabrinuta zbog plesanja s njim. Nažalost, film, kojeg je režirao Francis Ford Coppola, doživio je neuspjeh na blagajnama kino-dvorana. 
Astaire je nastavio glumiti 1970-ih, pojavivši se na televiziji kao otac lika kojeg je tumačio Robert Wagner u seriji Potreban je lopov te u filmu Pakleni toranj (1974.), za koji je dobio svoju jedinu nominaciju za Oscara u kategoriji najboljeg sporednog glumca. Pojavio se u prva dva dijela dokumentarca To je zabava sredinom 1970-ih. U drugom je dijelu 76-godišnji Astaire izveo nekolicinu pjevačko-plesnih točki s Geneom Kellyjem – i to je označilo njegovu posljednju plesnu izvedbu u glazbenom filmu. Godine 1978. Fred Astaire je glumio s Helen Hayes u (dobro primljenom) televizijskom filmu Naopaka obitelj, u kojem su igrali stari bračni par koji se bori s lošim zdravljem. Astaire je za svoju izvedbu osvojio Emmyja. Dobio je gostujuću ulogu u znanstveno-fantastičnoj TV seriji Battlestar Galactica 1979. Glumio je Chameleona, mogućeg oca Starbucka, u epizodi "Čovjek s devet života", ulogu koju je za njega napisao Donald P. Bellisario nakon što je Astaire zatražio od svog agenta da mu nabavi ulogu u toj seriji. Njegova posljednja filmska uloga bila je u adaptaciji romana Petera Strauba Priča o duhovima iz 1981. Ovaj horor film bio je posljednji i za dvojicu njegovih kolega Melvyna Douglasa i Douglasa Fairbanksa Jr.

## Privatni život
Uvijek besprijekoran, Astaire je čak i u svojim poznim godinama ostao modna ikona, odbacivši svoje zaštitne znakove cilindar, bijelu kragnu i frak (koje je uvijek prezirao) i zamijenivši ih ležernijim stilom: sportskim sakoima, šarenim košuljama, kravatama i širokim hlačama kojima bi dodao dozu osobenosti koristeći staru kravatu umjesto pojasa. 
Astaire se prvi put oženio 1933. za Phyllis Potter (Phyllis Livingston Baker, 1908-1954), bivšu ženu Eliphaleta Notta Pottera III (1906. – 1981.). Pored Phyllisinog sina Eliphaleta IV, zvanog Peter, Astairevi su imali dvoje djece: Freda Jr. (rođen 1936, pojavio se uz oca u filmu Midas Run ali je postao charter-pilot i rančer umjesto glumac), i Avu koja i dalje aktivno sudjeluje u promoviranju nasljeđa svog pokojnog oca.
Prijatelj David Niven opisao ga je kao "plahog, uvijek topla srca, sklonog dječačkim šalama." Astaire je čitav život bio zanesen golfom i konjskim utrkama, a njegov konj Triplicate je 1946. osvojio nagradu Hollywood Gold Cup. Ostao je fizički aktivan i u svojim osamdesetima te se ponovno oženio 1980., za Robyn Smith, 45 godina mlađu glumicu i nagrađivanu džokejku.
Fred Astaire je umro 1987. od upale pluća u dobi od 88 godina. Pokopan je na Memorijalnom groblju Oakwood u Chatsworthu, Kalifornija. Njegova posljednja želja je bila zahvaliti se svim fanovima koji su mu tolikih godina pružali podršku.
Astaire nikada nije bio portretiran na filmu. Uvijek je odbijao dati dopuštenje za išta slično govoreći, "Koliko god da mi ponude – a ponude pristižu neprestano – ja se neću prodati"  Njegova je oporuka uključivala klauzulu koja zahtijeva da se njegov život nikada ne prenese na film; Astaire je komentirao, "Klauzula je tu zato što ne želim da moj život bude pogrešno protumačen, što bi zasigurno bio."

## Nagrade i počasti
Fred Astaire je primio sljedeće nagrade i počasti:
- 1938. - Pozvan da ostavi otiske svojih dlanova i stopala u cementu u Graumanovom kineskom kazalištu u Hollywoodu.
- 1950. - Ginger Rogers predala mu je posebnog Oscara "za njegovu jedinstvenu umjetničku vještinu i doprinos tehnici glazbenih filmova".

- 1950. - Zlatni globus za "Najboljeg glumca u mjuziklu ili komediji" za Tri slatke riječi.
- 1958. - Emmy za "Najbolju samostalnu glumačku izvedbu" u Večeri s Fredom Astaireom.
- 1959. – Nagradu časopisa Dance.
- 1960. – Nominiran za nagradu Emmy za "Programsko dostignuće" za Još jedna večer s Fredom Astaireom.
- 1960. - Zlatni globus - nagrada Cecil B. DeMille za "Životno postignuće na filmu".
- 1961. - Emmy za "Programsko dostignuće" 1961. za Astaire Time.
- 1975. - Zlatni globus za najboljeg sporednog glumca